# Pelican
Pelican (с англ. — «Пеликан») — американская постметал-группа из Чикаго, штат Иллинойс. Созданная в 2001 году, группа известна своим атмосферным и почти полностью инструментальным стилем. Они выпустили семь студийных альбомов и шесть EP. Участники группы Ларри Хервег, Тревор де Брау и Лоран Шредер-Лебек также являются участниками другой группы Tusk.

## Характеристики
Стиль
Что касается жанра группы, де Брау сказал: «Я думаю, что люди используют жанры и теги для достижения определенной цели — это дает людям систему отсчета для понимания музыки — но я не думаю, что какой-либо артист чувствует себя комфортно, когда его как-то обозначают. У меня есть тяга к металлу, но я не думаю, что Pelican — это метал-группа. Поэтому, когда люди называют нас «инструментальными металлистами», или пост-металистами, или металкорщиками, или как-то еще, я понимаю, почему они так говорят, но это не то, с чем я чувствую тесную связь. Я чувствую, что мы являемся частью сообщества с некоторыми группами — Mono — наши хорошие друзья, но я не чувствую, что мы так похожи в музыкальном плане. Их музыка больше похожа на классическую музыку, тогда как я чувствую, что наша больше похожа на панк и хардкор. Я чувствую, что мы являемся частью траектории групп Среднего Запада, которые смешивают агрессию с поп-чувствительностью, поэтому, хотя нас легко отнести к инструментальным группам, мы не являемся инструментальной по задумке. Мы просто не знали, как вставить вокал в нашу музыку и как сделать так, чтобы он звучал правильно. Когда вы создаете группу, вы не задумываетесь о том, чтобы быть инструментальной группой – все это откладывается на потом, когда ваша музыка выходит в свет».
Говоря о множестве ярлыков, используемых для описания жанра Pelican, басист Брайан Хервег утверждает, что «это действительно лестно», и что «я воспринимаю это как то, что никто не может классифицировать то, что мы делаем. Я действительно не хочу быть зацикленным на одном жанре».
Что касается инструментальной природы группы, Хервег утверждает, что «я думаю, что есть ограничения, связанные с наличием вокалиста. Если бы у нас был какой-то большой крепкий мужчина, который кричал бы впереди, нас бы отнесли к металлистам. Если бы у нас был какой-то тощий парень, мы были бы эмо. А так никто не может нас прижать».
Гастроли изменили стиль группы с «затянутого... «медленно развивающегося» к «более прямолинейному и быстрому, и прямолинейному» материалу, чтобы обеспечить больше энергии на сцене.

## Дискография
| Студийные альбомы - Australasia (2003) - The Fire in Our Throats Will Beckon the Thaw (2005) - City of Echoes (2007) - What We All Come to Need (2009) - Forever Becoming (2013) - Nighttime Stories (2019) - Flickering Resonance (2025) Мини-альбомы - Pelican (2001) - March into the Sea (2005) - Pink Mammoth (2007) - Ephemeral (2009) - Ataraxia/Taraxis (2012) - The Cliff (2015) Концертные альбомы - Arktika (Live from Russia) (2014) - Live at Empty Bottle December 15, 2015 (2016) - Live in Wroclaw, November 23 2007 (2016) - Live at Dunk!Fest 2016 (2016) - Live at the Grog Shop (2020) Сборники - The Wooden Box (2010) - B-Sides and Other Rarities (2020) | Сплиты - Pelican / Scissorfight / The Austerity Program (2003) - Pelican / Playing Enemy (2005) - Pelican / Mono (2005) - These Arms Are Snakes / Pelican (2008) - Young Widows / Pelican (2009) Синглы и видеоклипы - "Autumn into Summer" (2005) - "Dead Between the Walls" (2007) - "Lost in the Headlights" (2008) - "Final Breath" (2010) - "Lathe Biosas" (2012) - "Deny the Absolute" (2013) - "Midnight and Mescaline" / "Darkness on the Stairs" (2019) - "For Your Entertainment" / "Gasoline" (2023) - "Adrift" / "Tending the Embers" (2024) DVD - Live in Chicago 06/11/03 (2005) Бокс-сет - After the Ceiling Cracked (2008) Прочее - Metal Swim – Adult Swim compilation album (2010) |